# Bureau des Colonies

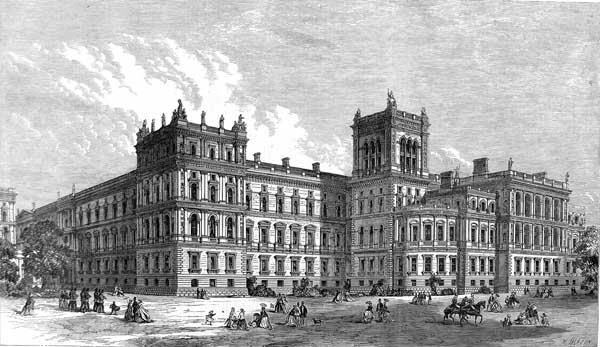
Siège du bureau des Colonies, gravure dans le magazine The Illustrated London News, 1866.

Le bureau des Colonies (anglais : Colonial Office) était le ministère du Royaume-Uni de Grande-Bretagne chargé d'administrer la majeure partie de l'Empire colonial britannique. Il avait à sa tête le secrétaire d'État aux Colonies. 
Créé en 1768 pour gérer l'Amérique du Nord britannique, il disparaît en 1782, la gestion des colonies étant alors transférée au bureau de l'Intérieur, puis à partir de 1794 au bureau de la Guerre, renommé bureau de la Guerre et des Colonies en 1801. Le bureau des Colonies redevient un ministère de plein droit en 1854, ce qu'il reste de manière continue jusqu'en 1966 et son intégration au bureau du Commonwealth (en). Dès 1858, l'administration de l'Inde était confiée au bureau de l'Inde.